# Fytaanzuur
Fytaanzuur of 3,7,11,15-tetramethylhexadecaanzuur is een vertakt terpeenvetzuur dat voorkomt in onze dagelijkse voeding, vooral in zuivelproducten, visproducten en vlees van herkauwers.
Het ontstaat door afbraak van de corresponderende alcohol fytol uit onder andere chlorofyl. Door de vertakkingen in de verbinding kan het niet worden afgebroken via de normale vetzuurafbraakroute (bèta-oxidatie).
Bij personen die lijden aan peroxisomale aandoeningen, zoals Rhizomele Chondrodysplasie Punctata (RCDP), functioneert één tot vier van de enzymen in de peroxisomen niet goed, met stapeling van fytaanzuur als gevolg (ziekte van Refsum).
Fytaanzuur hoopt zich op in het vet van herkauwers. Micro-organismen in hun spijsverteringskanaal breken chlorofyl af waarbij fytol vrijkomt. Dit wordt vervolgens omgezet in fytaanzuur en opgenomen in het vetweefsel.